# Yuya Osako
Yuya Osako (大迫 勇也, Ōsako Yūya; Kaseda, 18 de maio de 1990)  é um futebolista japonês que atua como atacante. Atualmente, joga no Vissel Kobe.

## Carreira
Yuya Osako começou sua carreira jogando em clubes de nível escolar, até que em 2009 foi contratado pelo Kashima Antlers. Estreou no dia 28 de fevereiro de 2009 em partida contra o Gamba Osaka ao entrar no final do segundo tempo, seu primeiro gol saiu em uma derrota frente ao FC Tokyo.
Osako viveu seu melhor ano no clube japônes em 2013 quando marcou 24 gols em toda a temporada sendo 19 pelo J. League e se tornando artilheiro do seu time na competição. Osako foi fundamental na conquista da Copa Suruga de 2013, ao marcar os três gols da vitória contra o São Paulo, partida esta que contou com um pênalti seu perdido. É o único jogador a marcar mais de um gol na referida competição.

### 1860 Munique
No dia 6 de janeiro de 2014, o Kashima Antlers confirmou que o seu atacante iria se transferir ao 1860 Munique, o acordo foi acertado por 500 mil euros referentes ao seus direitos. O atacante recebeu a camisa 18 em seu novo clube.
No dia 10 de fevereiro de 2014, Osako estreou em partida contra o Fortuna Düsseldorf válida pela 20ª rodada da 2. Bundesliga atuando como titular, foi nessa partida que o atacante marcou seu primeiro gol pelo Munique. O atacante japônes encerrou sua passagem por Munique com 15 partidas e 6 gols marcados.

### Köln
No dia 5 de junho de 2014, o jogador foi anunciado no FC Köln. Estreou no dia 16 de agosto de 2014 em partida válida pela 1ª fase da Copa da Alemanha. Marcou seu primeiro gol em jogo contra Stuttgart, fato esse que marcou como 1ª gol de um japônes no clube depois de Yasuhiko Okudera.
Viveu seu melhor momento na temporada 2016/17, fato esse que pesou na renovação de seu contrato com o clube alemão, o jogador disputou 32 partidas e assinalou 9 gols, a maioria deles em jogos da Bundesliga.

### Werder Bremen
No dia 17 de maio de 2018, foi anunciado como novo reforço do Werder Bremen.

### Vissel Kobe
Em 2021 acertou seu retorno ao Japão com a camisa do Vissel Kobe.

## Seleção Nacional

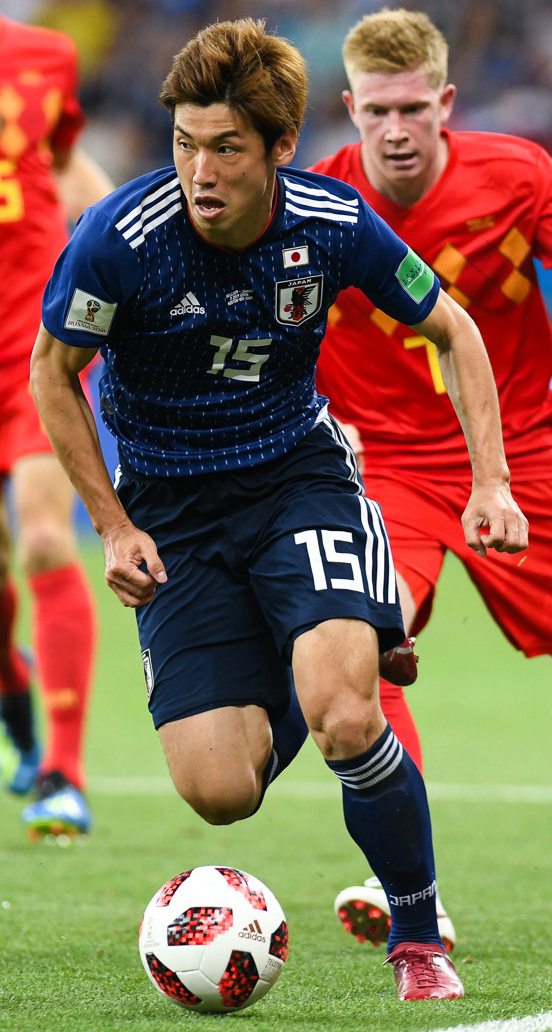
Osako durante a Copa do Mundo

Foi convocado pela primeira vez para a Seleção Japonesa em 2013, para a disputa da East Asian Football Championship. Sua primeira partida ocorreu nesta mesma competição no empate em 3 - 3 com a China. Em sua segunda partida pela seleção marcou dois gols na vitória sobre a Austrália por 3 - 2.
Osako foi convocado para a disputa da Copa do Mundo de 2014, entretanto não teve destaque já que sua seleção acabou sendo eliminada na primeira fase em razão de derrotas contra Costa do Marfim, Colômbia e empate com a Grécia.
Em 2018, novamente o atacante foi convocado para a disputa da Copa do Mundo. Na partida de estreia da seleção nipônica no torneio, Osako decidiu ao marcar o segundo gol na vitória por 2 a 1 sobre a Colômbia que contou com a expulsão do volante Carlos Sánchez. 

## Títulos
Kashima Antlers
- J. League: 2009
- Copa do Imperador: 2010
- Supercopa Japonesa: 
 2009, 2010
- Copa da Liga Japonesa: 2011, 2012
- Copa Suruga Bank: 2012 e 2013

Japão
- East Asian Football Championship: 2013

### Individuais
- Melhor jogador da Copa da Liga Japonesa de 2011
- Artilheiro da Copa da Liga Japonesa de 2012: 7 gols
- Artilheiro da Copa Suruga Bank de 2013: 3 gols
- Maior artilheiro da Copa Suruga: 3 gols em 2 edições